# 女満別空港網走道路
女満別空港網走道路（めまんべつくうこうあばしりどうろ）は、北海道網走郡大空町から北海道網走市に至る北海道横断自動車道網走線に並行する一般国道の自動車専用道路(国道39号)である。
高速道路ナンバリングによる路線番号は「E61」が割り振られている。現在は全線で未供用となっている。

## 概要
美幌バイパスと接続する女満別空港ICから道の駅メルヘンの丘めまんべつ付近に設置される大空ICを経て網走市の呼人工業団地付近に設置される網走呼人ICへ至る区間が2024年度に事業化された。
なお、網走呼人IC〜網走市街地へ至る区間も計画段階評価手続きが完了している。2025年（令和7年）5月に網走市は、網走呼人 - 網走間のうち仮称・網走西IC - 網走IC間（5.5km）の概略を都市計画審議会に示しており、その中では「八坂地区を起点に天都山エリアを経て南8条2丁目に至る」「一部区間にトンネルを設ける」とされている。

### 路線データ

#### 女満別空港〜網走呼人
- 路線名 : 一般国道39号（北海道横断自動車道）女満別空港網走道路（女満別空港〜網走呼人）[2]
- 起点 : 北海道網走郡大空町女満別中央（女満別空港IC）[2]
- 終点 : 北海道網走市字呼人[2]
- 延長 : 10.9 km[2]
- 規格 : 第1種第3級[2]
- 設計速度 : 80 km/h[2]
- 道路幅員 : 13.5 m（土工部）、12.0 m（長大橋部）[2]
- 車線数 : 完成2車線[2]
- 車線幅員 : 3.5 m[2]

## 歴史
- 2024年度（令和6年度）:  女満別空港IC - (仮称)網走呼人IC間（延長10.9 km）事業化。[2]

## インターチェンジなど
- 女満別空港インターチェンジ
- 大空インターチェンジ（仮称）
- 網走呼人インターチェンジ（仮称）